# Distretto di Hėrlėn (Hėntij)
Il distretto di Hėrlėn è uno dei diciassette distretti (sum) in cui è suddivisa la provincia del Hėntij, in Mongolia. Conta una popolazione di 19.000 abitanti (censimento 2010). 